# خیمی ایسواردی
خیمی ایسواردی (انگلیسی: Jaime Isuardi؛ زادهٔ ۲ فوریهٔ ۱۹۹۲) بازیکن فوتبال اهل اسپانیا است.
از باشگاه‌هایی که در آن بازی کرده‌است می‌توان به باشگاه فوتبال راسینگ سانتاندر اشاره کرد.